# ザ・ニュース
THE NEWS（ザ・ニュース）はテレビ・新聞・週刊誌・月刊誌などマスコミ向け情報新聞。
社会・事件記事に長けており、2005年（平成17年）から掲載されている株式特集も注目できるが、売店などでは購入することはできず、一般読者には会員制により発送している。ウェブサイトではバックナンバーを閲覧することができる。